# Hereditær teleangiektasi
Hereditær teleangiektasi, også kendt som Oslers sygdom, er en sjælden sygdom der rammer blodkarrene i hele kroppen. Den viser sig normalt ved at patienten udvikler nogle små udvidelser af blodkar – ses tydeligst i ansigtet og i mundens slimhinde – som har en meget tynd karvæg og derfor let brister. Det er derfor almindeligt for disse patienter at have gentagne næseblødninger eller småblødninger i mave-tarm-kanalen.